# 凌文献
凌文獻（1445年—？），字士賢，浙江處州府遂安縣人，民籍，明朝政治人物。進士出身。

## 生平
早年出身國子生，成化七年（1471年）辛卯科浙江鄉試第八十四名。成化十四年（1478年）戊戌科進士。弘治十三年(1500年)接替陆宁任建宁府知府一职，弘治十六年(1503年)由沈瀚接任。十六年調任高州府知府，十七年十二月考察以不謹降調。

## 家族
曾祖父凌永慶。祖父凌異邦。父亲凌仍俊。母余氏。慈侍下。娶鄭氏，继娶余氏。